# Qu'est-ce qu'on fait ici ?
Pour plus de détails, voir Fiche technique et Distribution.
Qu'est-ce qu'on fait ici ? est un film québécois réalisé par Julie Hivon, qui est sorti en 2014.

## Synopsis
À Granby, les quatre meilleurs amis de Yan, jeune architecte mort dans un accident automobile, réagissent différemment à cette perte, et se questionnent chacun sur leur travail, leurs relations, les moments vécus, bref, sur leur vie.

## Fiche technique
- Titre original : Qu'est-ce qu'on fait ici ?
- Titre anglais : What Are We Doing Here?
- Réalisation : Julie Hivon
- Scénario : Julie Hivon
- Musique : Serge Nakauchi Pelletier
- Direction artistique : Geneviève Lizotte
- Costumes : Julie-Anne Tremblay
- Coiffure : Daniel Jacob
- Maquillage : Christiane Fattori
- Photographie : Claudine Sauvé
- Son : Martyne Morin, Martin Allard, Stéphane Bergeron
- Montage : Natalie Lamoureux
- Production : François Delisle, Maxime Bernard
- Société de production : Films 53/12
- Sociétés de distribution : FunFilm
- Budget : 2,2 millions de dollars[1]
- Pays de production :  Canada
- Langue originale : français
- Format : couleur 4K - DCP, format d'image 2.35:1
- Genre : drame
- Durée : 99 minutes
- Dates de sortie :
  - Canada : 15 septembre 2014  (Cinéfest Sudbury, le festival international du film (en))
  - Canada : 26 septembre 2014  (sortie en salle au Québec)
  - Canada : 29 septembre 2014  (Festival international du film de Vancouver (VIFF))
  - France : 22 novembre 2014  (Semaine du cinéma du Québec à Paris)

## Distribution
- Sophie Desmarais : Lily
- Maxime Dumontier : Max
- Joëlle Paré-Beaulieu : Roxanne
- Charles-Alexandre Dubé : Simon
- Frédéric Millaire Zouvi : Yan Dupré
- Guylaine Tremblay : Nicole, la mère de Roxanne
- Benoît Drouin-Germain : Félix
- Alexandre Goyette : sergent Cadorette
- Francesca Bárcenas : Sandrine
- Richard Robitaille : Beaudoin
- Iannicko N'Doua-Légaré : Tahir
- Marie-Soleil Dion : Rosalie
- Léane Labrèche-Dor : Corine
- Michel Perron : l'agent Ménard

### Nomination
Prix Jutra 2015
- 1 nomination :
  - Prix Jutra de la meilleure actrice pour Joëlle Paré-Beaulieu